# Correcció de color
Correcció de color és el conjunt d'operacions i tècniques per a esmenar els defectes de color en una pel·lícula, en una fotografia o en una impressió de material gràfic.
En aquestes operacions es fan servir uns filtres que permeten ajustar la intensitat del color de la llum a la de la pel·lícula, si les diferències són mínimes o per disminuir la quantitat de verd, blau o vermell a fi de modificar l'equilibri del color d'una escena i donar-li continuïtat.
L'objectiu és aconseguir un perfil d'imatge amb una aparença consistent a partir de la qual després s'hi puguin aplicar els canvis que donin al vídeo l'estil desitjat.
En el cas de les pel·lícules o vídeos professionals s'acostuma a gravar amb un perfil anomenat logarítmic. Aquest és un perfil pla, és a dir pot contrastat, que reté una major quantitat d'informació a les ombres i les altes llums. Al conservar aquesta informació es té una major flexibilitat a l'hora de corregir la il·luminació i el color dels plans en postproducció i també permet optar a un ventall més ampli de decisions creatives de graduació de color.
En el cas de les pel·lícules o altres muntatges, per tal que tots els vídeos  flueixin entre si, han de compartir un estil de color similar: contrast, llum, paleta de colors... L'acció de coincidir els colors és una mescla entre la correcció de color i la gradació de color. En aquest pas s'utilitzen LUTs per identificar un esquema de colors primaris i fer coincidir cada pla amb aquest esquema.